# 中原经济区

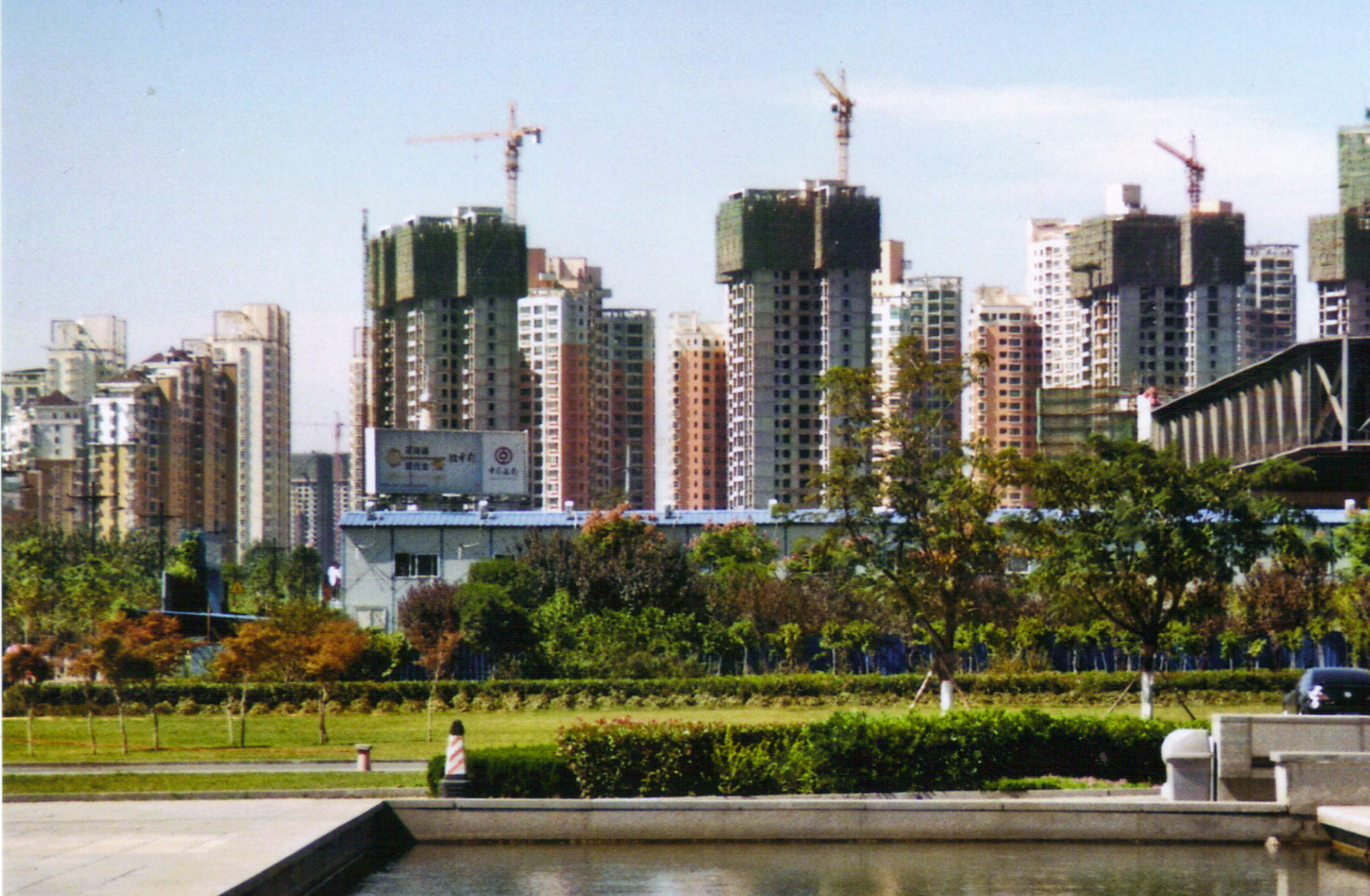
洛陽的開發區

中原经济区是中国中部地区的一个经济区域，是中国主体功能区规划明确的重点开发区域。中原经济区以中原城市群为支撑，地理上涵盖河南省全省，延及冀、鲁、晋、皖的部分地区，因其核心地域是地理上的中原而得名。中原位于黄河中下游地区，是中华民族和中华文明的重要发源地，古人常将“中国”、“中土”、“中州”用作中原的同义语。中原经济区地处中国“两横三纵”城市化战略格局中陆桥通道和京广通道的交汇区域，地势以平原和黄土丘陵为主，开发强度相对较高。截至2011年，中原经济区的经济规模在中国六大经济区中排名第二，综合竞争力第三。

## 历程
2009年12月1日，卢展工履任河南省省委书记后，提出要突破行政区划，用区域经济的理念发展河南；2010年3月，卢展工希望社会各界研究“什么是中原”、“什么是中原崛起”、“为什么要中原崛起”、“怎样实现中原崛起”等问题，卢展工的经济战略思维和河南省前书记李克强在河南执政期间提出的中原崛起战略一脉相传，是卢展工和郭庚茂在历届河南省委、省政府谋划的基础上，对中原战略的进一步持续、延伸、拓展和深化；
从2010年3月下旬开始，河南省发改委组织50多位专家，以河南发展为主题进行研究，历时3个月最终形成多个研究报告，为中原经济区战略规划奠定基础；2010年4月23日，河南省委统战部组织河南省各界人士与专家在郑州召开“构建中原经济区，促进中原崛起研讨会”提出构建中原经济区构想；
2010年7月2日，河南省委召开专题研究河南发展的战略思路问题的常务扩大会议，史称“七二会议”，会议明确提出启动《中原经济区建设纲要》编制工作；自2010年9月至10月，河南省先后联合国务院发展研究中心、中国国际经济交流中心、北京大学和中国区域经济学会等机构，召集诸如吴敬琏、厉以宁和张维迎等经济领域的领军人物在北京研讨中原经济区建设，中国全国政协及各民主党派纷纷支持中原经济区上升为国家战略；
2010年11月19日，《中原经济区建设纲要（试行）》被河南省委审批通过，建设中原经济区成为河南省十二五重要建设规划；2011年3月5日，中原经济区被写入中国十二五规划纲要草案，纳入国家规划；2011年10月8日，中国国务院正式印发《关于支持河南省加快建设中原经济区的指导意见》，中原经济区成为中国实施促进中部地区崛起的国家战略。

## 组成城市
中原经济区的范围包括河南全省、安徽西北部、山东西南部、河北南部和山西东南部，共30个省辖市，2个县。
- 河南省：郑州，洛阳，开封，新乡，南阳，许昌，济源，焦作，安阳，鹤壁，濮阳，商丘，漯河，平顶山，周口，信阳，驻马店，三门峡
- 河北省：邯郸市、邢台市
- 山东省：菏泽市、聊城市、泰安市东平县
- 山西省：运城市，晋城市，长治市
- 安徽省：淮北市、宿州市、阜阳市、亳州市、蚌埠市、淮南市凤台县、淮南市潘集区

## 战略定位和规划
中国重要的粮食生产和现代农业基地；中国工业化、城镇化和农业现代化协调发展示范区；中国重要的经济增长板块；中国区域协调发展的战略支点和重要的现代综合交通枢纽；华夏历史文明传承创新区。
至2015年，粮食综合生产能力稳步提高，产业结构继续优化，城镇化质量和水平稳步提升，工业化、城镇化、农业现代化发展协调性不断增强，基本公共服务水平和均等化程度全面提高，居民收入增长与经济发展同步，生态环境逐步改善，资源节约取得新进展，初步形成发展活力彰显、崛起态势强劲的经济区域。